# Bard College
Bard College é um  estabelecimento de ensino superior fundado em 1860 e situado no vilarejo de Annandale-on-Hudson, em Red Hook, Condado de Dutchess, estado de Nova York. Em seu cemitério se encontram os restos mortais da filósofa Hannah Arendt.